# Formicivora grisea
Formicivora grisea là một loài chim trong họ Thamnophilidae.